# Oleria flora
Espèce
Oleria flora est une espèce d'insectes lépidoptères, un papillon diurne appartenant à la famille des Nymphalidae, sous-famille des Danainae, à la tribu des Ithomiini, sous-tribu des Oleriina et au genre Oleria.

## Dénomination
Oleria flora a été décrit par Pieter Cramer en 1779 sous le nom initial de Papilio flora.

### Noms vernaculaires
Oleria flora se nomme Flora Clearwing en anglais.

### Sous-espèces
- Oleria flora flora ; présent au Surinam, en Guyana et en Guyane.
- Oleria flora ssp. ; présent au Brésil[1].

## Description
Oleria flora est un papillon aux ailes transparentes à veines marron et bordure marron et orange sur le bord externe des ailes postérieures.

## Écologie et distribution
Oleria flora est présent au Brésil, au Surinam, en Guyana et en Guyane.

### Protection
Pas de statut de protection particulier.